# アラゴン人

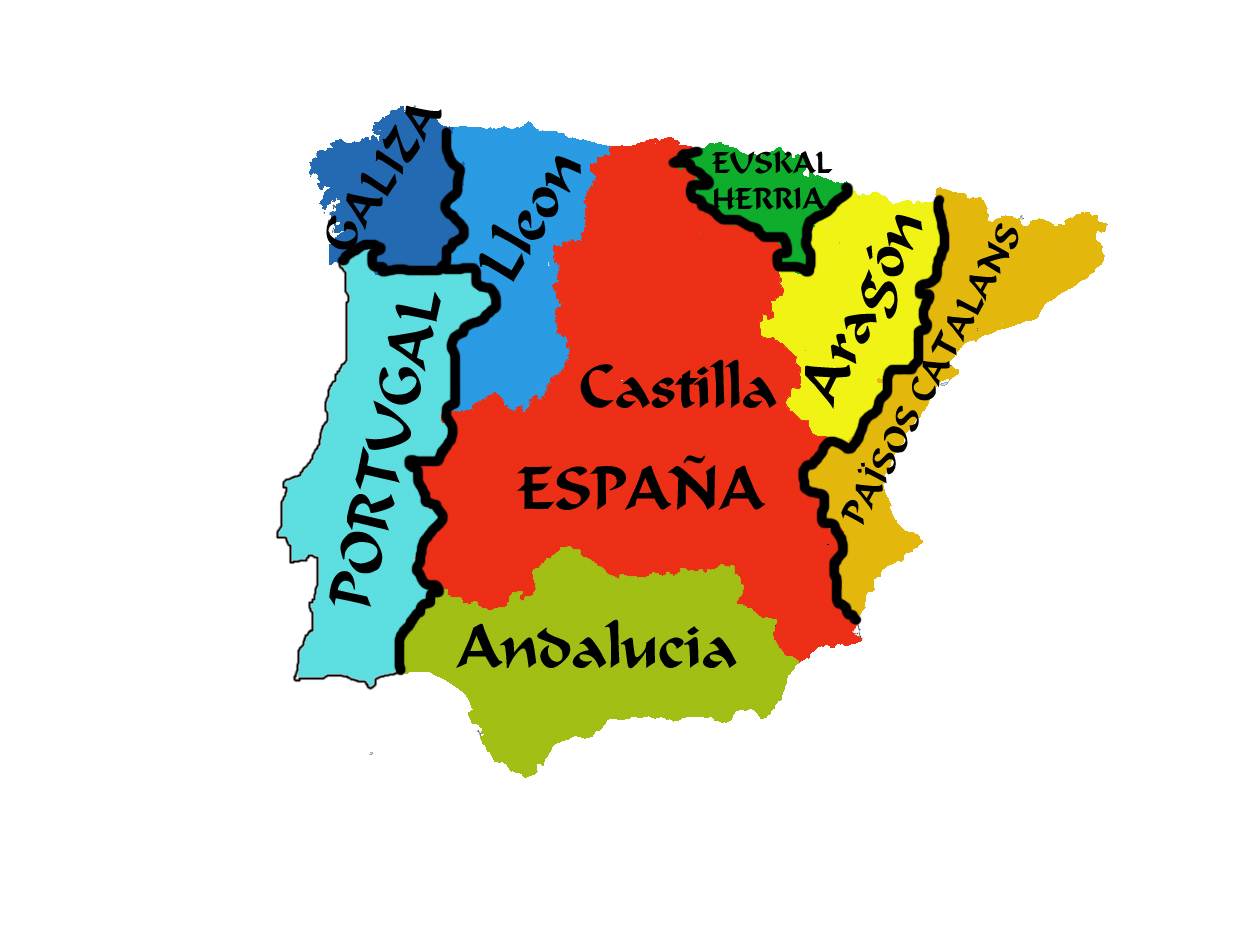
分離主義者が主張するイベリア半島の民族分布。この論に立つ場合、スペイン人は諸民族の大部分を統合する概念となる。

アラゴン人（os aragoneses）はイベリア半島の中央部から北東部にかけての歴史的な領域である、アラゴン地方に居住するエスニック・グループまたは民族。その言語はアラゴン語（l'aragonés）と呼ばれ、その中世語（aragonés medieval、中世アラゴン語）は中世においてはアラゴン王国の全領域で話されていたが、今日では高アラゴン地域（l'Alto Aragón、ピレネー山中のアラゴンの高地地域）で主に高齢者によって話されている。母語話者人口は数千人から数万人といわれ 
、絶滅の危機にある少数言語となっている。
今日の大部分のアラゴン人（90%もしくはそれ以上）の母語は、カスティーリャ語のアラゴン方言である。東部のカタルーニャ州との境界地帯にある、細長い帯状地域（カスティーリャ語でFranja de Aragón）では4万7000人余り（全住民の3%）の人によってカタルーニャ語（の地域バリエーションであるリバゴルサ方言）が話されている。

## 概要

### 歴史
彼らの話す言語は「アラゴン語」と呼ばれ、俗ラテン語から直接派生したロマンス系言語と分類されている。その名が示す通り、中世・近世に成立したアラゴン王国という国家による集権化が言語の分化と発展を齎し、かつてはアラゴン領の殆どで用いられていた。
スペイン語（カスティーリャ語）とは別言語であるが、フランコ独裁時代に厳しい弾圧を受けて衰退に追い込まれ、民主化後の現在では数万人にまで話者は減少させられた。
大部分（90%以上）のアラゴン民族に属する住民はスペイン語（カスティーリャ語）の使用に追い込まれ、隣接する同じスペイン語と対立する地方言語であるカタルーニャ語の侵食もあり、アラゴン語の母語話者は危機的な状態にある。それでもアラゴン語はスペイン語のアラゴン方言におけるイントネーションと語彙面の特徴として生き残っている。
スペイン民主化憲法制定後もアラゴン州での文化保護は遅れており、未だアラゴン語を地方公用語に定めていない。